# Tom Fogerty
Tom Fogerty (n. 9 noiembrie 1941, Berkeley, California - d. 6 septembrie 1990, Scottsdale, Arizona) a fost un muzician, cel mai cunoscut ca și chitarist în Creedence Clearwater Revival dar și ca fratele mai în vârstă al lui John Fogerty, vocalistul și principalul chitarist al trupei.
1. 1 2  Autoritatea BnF, accesat în 10 octombrie 2015
2. 1 2  Tom Fogerty, Find a Grave, accesat în 9 octombrie 2017
3. ↑  „Tom Fogerty”, Freebase Data Dumps[*] Verificați valoarea |titlelink= (ajutor)
4. ↑   https://www.nytimes.com/1990/09/15/obituaries/tom-fogerty-guitarist-48.html https://ultimateclassicrock.com/tom-fogerty-history/, https://www.nytimes.com/1990/09/15/obituaries/tom-fogerty-guitarist-48.html Verificați valoarea |url= (ajutor) Lipsește sau este vid: |title= (ajutor)